# Pohlia lacouturei
Pohlia lacouturei là một loài Rêu trong họ Bryaceae. Loài này được (Thér.) O'Shea miêu tả khoa học đầu tiên năm 1995.